# Corrine, Corrina
Corrine, Corrina (a volte intitolato Corrina, Corrina) è una canzone blues di dodici misure registrata originariamente da Bo Carter nel novembre del 1928. Nonostante ciò, la prima incisione è datata 1932 per mano di Mitchell Parish e J. Maggio Williams. I Mississippi Sheiks, con il nome di Jackson Blue Boys e con la voce di Papa Charlie McCoy, hanno registrato la stessa canzone nel 1930, anche se con il titolo di Sweet Alberta, sostituendo le parole Corrine, Corrina con appunto Sweet Alberta. Corrine, Corrina è ritenuta un classico di vari generi musicali, tra cui il blues, il rock and roll e lo swing.

## Storia
Corrine, Corrina può avere differenti radici tradizionali, anche se le prime versioni sono differenti tanto a livello musicale come a livello testuale. Una delle prime versioni è la canzone Has Anybody Seen My Corrine?, pubblicata da Roger Graham nel 1918. Vernon Dalhart ha registrato una variante vocale nel 1918 e l'Original Jazz Band di Wilbur Sweatman ha realizzato una versione strumentale lo stesso anno. 
Blind Lemon Jefferson ha registrato una versione di C.C. Rider nell'aprile 1926 che includeva una strofa simile: «If you see Corrina, tell her to hurry home, I ain't had non true love since Corrina been gone» (in italiano: «Se vedi Corrina, dille che si appresti ad arrivare, non ho un vero amore da quando Corrina se ne è andata»).
Nel 1934 Milton Brown e gli His Musicale Brownies hanno registrato la canzone con il titolo di Where Have You Been So Long, Corrine, a modo di western swing. Poco dopo, Bob Wills ha adattato il soggetto in Corrine, Corrina, nello stesso stile musicale. Dopo la registrazione dei Texas Playboys il 15 aprile 1940, la canzone è entrata nel repertorio di classici di tutte le bande swing, influenzando i gruppi di etnia cajun e, in seguito, gli artisti country.

## La versione di Bob Dylan
Anni dopo, Corrine, Corrina è entrata nella tradizione del folk acustico durante gli anni '60, specialmente dopo l'interpretazione di Bob Dylan inclusa nell'album The Freewheelin'. Questa versione contiene il medesimo testo dell'originale, ma la sua melodia si basa su Stones in My Passway, brano registrato da Robert Johnson nel 1937. La versione di Dylan ha incluso anche versi presi in prestito dalla canzone di Johnson come: «I got a bird that whistles, I got a bird that sings» (in italiano: «Avevo un uccello che fischiava, avevo un uccello che cantava»).